# Joó Rózsi
Joó Rózsi (született Joó Rozália; Makó, 1900. december 10. – Gyergyószentmiklós, 1979. november 7.) magyar színésznő.

## Életpályája
Szülei: Joó Ferenc és Tőrős Rozália voltak. 1929 májusában Fekete Mihály stagione társulatának volt tagja; az 1930-as években vidéki színtársulatoknál játszott primadonnaszerepeket. Egy ideig visszavonult a színészettől. Az 1950-es években kitelepítettként Sepsiszentgyörgyre került, és belépett az Állami Magyar Színház alkalmazásába. Játéka fegyelmezett, fellépése higgadt volt; hitelesen ábrázolt idősebb nőket. Gyergyószentmiklóson, az öregek otthonában halt meg, sírja Sepsiszentgyörgyön található.

## Főbb szerepei
- Millerné (Friedrich Schiller: Ármány és szerelem)
- Zsófi (Sütő András: Tékozló szerelem)